# Computer-based training
Computer-based training (afkorting: CBT) is het op een interactieve manier volgen van een studie op de computer. 
Op de computer kan de cursist theorie lezen, maar ook zijn kennistoetsen door bijvoorbeeld vragen te beantwoorden of enkele vaardigheidsopdrachten te vervullen. Opdrachten kunnen online worden gemaakt of per e-mail verzonden.
In Nederland wordt veelal de term computerondersteund onderwijs (COO) gebruikt voor dit begrip.
Andere veel gebruikte afkortingen voor hetzelfde begrip zijn:
- CAL: computer-added learning
- CAI: computer-based instruction
- CBE: computer-based education